# جوش باريت
جوش باريت (بالإنجليزية: Josh Barrett)‏ هو لاعب كرة قدم أمريكية أمريكي، ولد في 22 نوفمبر 1984 في رينو في الولايات المتحدة.

## وصلات خارجية
- جوش باريت على موقع مرجع كرة القدم المحترفة.كوم (الإنجليزية)